# Alfred le Grand
Pour les articles homonymes, voir Alfred.
 (janvier 2009).
Alfred (Ælfrēd en vieil anglais), né en 848 ou 849 et mort le 26 octobre 899, est roi du Wessex de 871 à sa mort. Il prend le titre de « roi des Anglo-Saxons » à partir de 886, sans jamais contrôler la totalité du territoire anglais. Cinquième fils du roi Æthelwulf, il succède à son frère Æthelred sur le trône du Wessex en 871.
Alfred est célèbre pour avoir organisé la défense du royaume contre les Danois, et obtenu en conséquence l'épithète « le Grand » : il est l'un des deux monarques d'Angleterre à être connus comme tels, avec le roi Knut. Des détails de sa vie nous sont connus grâce aux travaux du moine gallois Asser. En homme instruit, Alfred soutient l'éducation et améliore le système judiciaire du royaume.
Il est considéré comme saint par l'Église catholique romaine et fêté localement le 12 décembre.

## Contexte
Le grand-père d'Alfred, Ecgberht, monte sur le trône du Wessex en 802. Son royaume s'étend sur le sud-ouest de l'Angleterre, entre les Cornouailles et le Sussex. En 825, il remporte une victoire décisive à la bataille d'Ellendun contre le roi Beornwulf de Mercie, son voisin au nord. Les anciens royaumes du sud-est de l'île (Kent, Essex, Surrey et Sussex), jusqu'alors dominés par la Mercie, passent sous l'autorité d'Ecgberht qui les confie à son fils Æthelwulf. Le Wessex proprement dit et les régions du sud-est restent deux entités distinctes, même si Æthelwulf occupe une position subalterne vis-à-vis de son père. Il lui succède sur le trône du Wessex en 839 et laisse le sud-est à son fils aîné Æthelstan.
Les années 830 sont marquées par les raids vikings sur les côtes anglaises. L'île de Sheppey est ravagée en 835, et l'année suivante, Ecgberht est battu à Carhampton, dans le Somerset. Il remporte une bataille contre les Vikings alliés aux Corniques en 838 à Hingston Down, réduisant les Cornouailles au statut de royaume client. En 843, Carhampton est à nouveau le théâtre d'une défaite contre les Vikings, mais Æthelstan parvient à vaincre une flotte danoise au large de Sandwich en 850. L'année suivante, Æthelwulf et son deuxième fils Æthelbald (l'aîné, Æthelstan, semble être mort vers cette date) remportent la bataille d'Aclea (lieu non identifié) sur les Vikings.

## Biographie

### Enfance

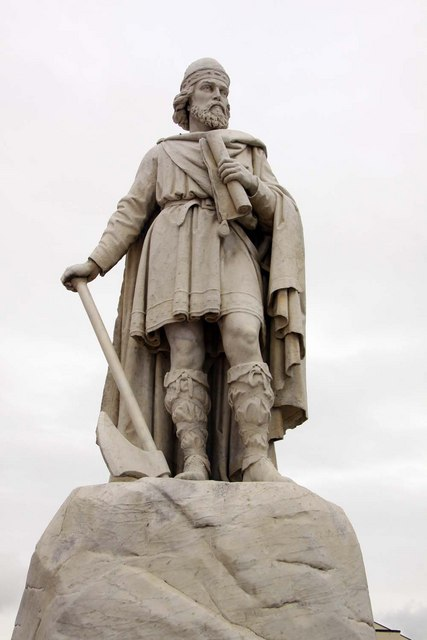
Cette statue d'Alfred sur la place du marché de Wantage, sa ville natale, a été dévoilée en 1877.

Asser rapporte qu'Alfred est né dans la résidence royale de Wantage, dans le comté du Berkshire, en 849. Cependant, une liste de rois du Wessex indique qu'il est âgé de 23 ans à son avènement, en 871, ce qui situerait plutôt sa date de naissance en 847 ou 848. Cette contradiction apparente peut être résolue si l'on postule qu'Asser fait commencer ses années au moment de l'indiction césarienne, le 24 septembre : Alfred pourrait être né entre la fin septembre et le début novembre de l'année 848, ce qui correspondrait au début de l'année 849 dans les calculs d'Asser.
Alfred est le dernier des cinq fils et des six enfants d'Æthelwulf, roi du Wessex depuis 839. Il a quatre frères aînés : Æthelstan, Æthelbald, Æthelberht et Æthelred, ainsi qu'une sœur aînée, Æthelswith. Les listes généalogiques comprises dans la Chronique anglo-saxonne et reprises par Asser font remonter l'ascendance paternelle d'Alfred jusqu'à Cerdic, le fondateur légendaire du royaume des Ouest-Saxons, censé avoir vécu au début du VIe siècle, lui-même un descendant du dieu germanique Woden. Par évhémérisme, ce dernier est présenté comme un lointain descendant de Noé et d'Adam. Alfred s'inscrit de cette manière dans un passé aussi bien germanique que chrétien.
La mère d'Alfred, Osburh, est la fille d'Oslac, le bouteiller (pincerna) du roi Æthelwulf. Il s'agit d'un personnage important et influent de la cour du Wessex. Asser indique qu'il descend de Stuf et Wihtgar, deux guerriers jutes censés avoir imposé leur autorité sur l'île de Wight après l'avoir reçue de leur oncle Cerdic au VIe siècle. Ces deux personnages n'ont sans doute jamais existé (le nom de Wihtgar est censé être à l'origine de celui de Wight alors que l'étymologie de ce dernier est antérieure à l'arrivée des Anglo-Saxons), mais Asser renforce l'aura royale d'Alfred en le présentant comme descendant de rois du côté de sa mère en plus de son père. Il est également possible que cette prétendue ascendance jute ait pour objectif de renforcer la légitimité des rois ouest-saxons dans le Kent, région colonisée à l'origine par les Jutes et récemment conquise par la maison de Wessex.
En 853, Æthelwulf envoie Alfred en pèlerinage à Rome. Asser rapporte que le pape Léon IV « ordonna le tout jeune Alfred, le fit roi par l'onction et, le recevant comme son propre fils adoptif, lui administra la confirmation ». Il est peu plausible qu'Æthelwulf ait effectivement fait sacrer roi le benjamin de ses fils, au risque de mécontenter ses frères plus âgés ; l'onction royale constitue probablement une invention ou une incompréhension du cérémonial romain par les chroniqueurs anglais. En réalité, Alfred n'a fait que recevoir les insignes consulaires d'après une lettre adressée à son père par le pape Léon. Deux ans plus tard, en 855, Æthelwulf décide d'entreprendre lui-même le pèlerinage de Rome. Asser affirme qu'Alfred l'accompagne, ce qui n'est confirmé par aucune autre source, mais la véracité de ce deuxième voyage romain du jeune prince n'est pas remise en doute par les historiens modernes,.
À son retour de Rome, Æthelwulf est confronté à la rébellion de son fils aîné Æthelbald, qui le contraint à un partage du Wessex. Cette division persiste après la mort d'Æthelwulf, le 13 janvier 858 : Æthelbald est alors roi du Wessex proprement dit, tandis que son frère cadet Æthelberht règne sur les régions récemment conquises dans le sud-est de l'Angleterre. Cet arrangement reste en place jusqu'à la mort d'Æthelbald, en 860. Les sources narratives sont muettes sur les faits et gestes d'Alfred durant cette période, et il ne figure dans aucune des listes de témoins des rares chartes qui en subsistent. En 860, Æthelberht devient seul roi des domaines de la maison de Wessex. En ne partageant pas le pouvoir avec son cadet Æthelred, il va apparemment à l'encontre des dispositions du testament de son père, qui semble avoir envisagé comme durable la division entre le Wessex proprement dit et les régions du sud-est. Cette décision est peut-être liée aux attaques des Vikings : un roi adulte comme Æthelberht est plus apte à lutter contre cette menace.

### Sous le règne d'Æthelred
Alfred est amené à jouer un rôle plus important après l'accession au trône de son troisième frère, Æthelred, en 865, alors qu'il se trouve dans sa dix-huitième année. Lors de ce règne, Asser donne à Alfred son titre unique de secundarius, qui semble indiquer une position proche de celle exprimée par le terme celte tanist, successeur officiel et reconnu, en étroite liaison avec le prince régnant. Cet arrangement est probablement pris par le Witenagemot, pour prévenir le danger d'une succession houleuse en cas de mort d'Æthelred au combat. Cependant, l'arrangement consistant à couronner un successeur en tant que second roi est répandu chez les peuples germaniques, comme les Scandinaves ou les Francs, avec qui les Anglo-Saxons ont des relations suivies.
En 868, Æthelred lève des troupes pour venir en aide à son beau-frère, le roi de Mercie Burgred, confronté à l'arrivée de la Grande Armée. Avec Alfred, il se dirige vers Nottingham, occupée par les Vikings depuis l'automne de l'année précédente. Ces derniers sont encerclés par les forces combinées de la Mercie et du Wessex, mais ils refusent de sortir pour les affronter. Incapable de prendre la ville d'assaut, Burgred finit par négocier une trêve avec les Vikings qui implique sans doute le versement d'un tribut et un droit de passage,.
La même année, probablement dans la foulée du siège manqué de Nottingham, Alfred se marie avec Ealhswith, une noble mercienne. Son père, Æthelred Mucel, est l'ealdorman des Gaini, un peuple vivant dans le Lincolnshire près de Gainsborough. De manière appropriée, les noces auraient pris place dans le domaine royal de Sutton Courtenay, sur la Tamise, à la frontière entre la Mercie et le Wessex.
Pendant presque deux ans, le versement d'un tribut aux Danois permet au Wessex d'être épargné. Mais, fin 870, un conflit éclate, et l'année suivante est à juste titre appelée « l'année des batailles d'Alfred ».

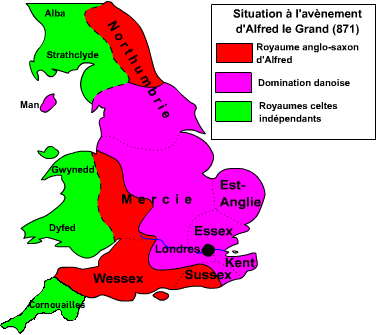
L'Angleterre en 871.

Neuf batailles sont menées avec divers résultats. Le lieu et la date de deux d'entre elles sont perdus. Une embuscade couronnée de succès, à Englefield dans le Berkshire (31 décembre 870), est suivie d'une défaite cuisante à la bataille de Reading (4 janvier 871), puis, quatre jours plus tard, par la brillante victoire d'Ashdown, près de Compton Beauchamp, dans la région de Shrivenham. Le 22 janvier 871, les Anglais sont à nouveau vaincus à Basing, et le 22 mars 871 à Manton, dans le Wiltshire. Les deux batailles non identifiées ont pu se produire dans l'intervalle.

### Avènement
En avril de la même année, Æthelred trouve la mort, et la charge de poursuivre les combats revient alors entièrement à Alfred. Pendant que ce dernier assiste à l'enterrement et aux autres cérémonies officielles entourant la mort de son frère, les Danois remportent en son absence une victoire contre les Anglais, en un lieu non précisé. Sa présence, néanmoins, ne suffit pas à empêcher une nouvelle défaite en mai, à Wilton.
Une trêve est convenue entre les deux camps. Pendant les cinq années suivantes, les Danois partent guerroyer dans d'autres parties de l'Angleterre, et Alfred se contente de poster plusieurs garnisons aux frontières du royaume.

### La guerre contre les Vikings
En 876, le nouveau chef des Danois, Guthrum, rompt la trêve en lançant une attaque contre Wareham, dont il s'assure le contrôle. Depuis cette ville, et sous prétexte de venir parlementer, les Danois entament au début de 877 une forte poussée vers l'ouest qui se solde par la prise d'Exeter. Alfred les assiège dans cette ville et, une flotte de renfort danoise ayant été dispersée par une tempête, les Danois doivent se soumettre et se replier en Mercie.
Dès le mois de janvier 878, les guerriers danois organisent une contre-attaque contre le bourg fortifié de Chippenham, où Alfred passe l'hiver, « et la plupart des gens furent réduits, à l'exception du Roi Alfred, qui put s'échapper avec quelques autres par les bois et les marécages, et après Pâques il édifia un fort à Athelney, et depuis ce fort il continua à combattre l'ennemi » (Chronique anglo-saxonne). Depuis le concile de Tours, la période de douze jours entre Noël et l'Épiphanie est sacrée. C'est probablement l'origine de la trêve de Noël. Alfred, très attaché aux nouvelles valeurs chrétiennes, refusa, dit-on de livrer bataille pendant les « douze ». Il dut ainsi abandonner la place forte de Chippenham.
À Edington, Alfred remporte une victoire décisive contre les forces vikings en 878, ce qui mène à redéfinir les frontières entre son royaume et les territoires sur lequel ils s'installent. Cette redéfinition se formalisera plus tard sous la forme du traité entre Alfred et Guthrum.

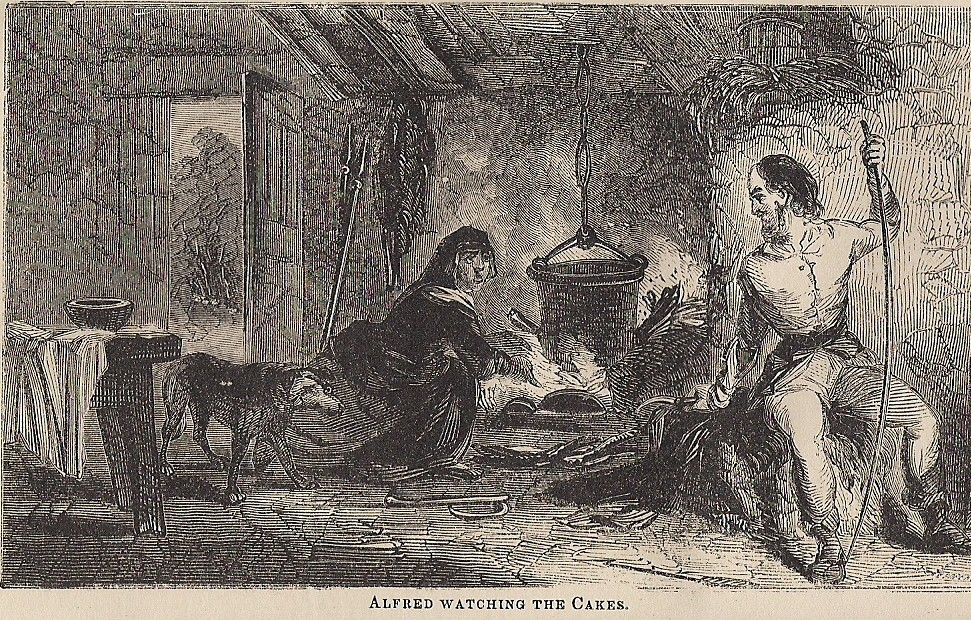
Gravure du XIXe siècle illustrant l'anecdote des gâteaux brûlés.

Une série d'anecdotes censées illustrer la force morale d'Alfred sont situées durant sa période d'exil à Athelney. C'est notamment le cas de l'histoire des gâteaux brûlés, qui reste l'une des légendes les plus célèbres associées au roi. Elle apparaît pour la première fois dans la Vita prima sancti Neoti, une hagiographie du saint cornique Neot rédigée au XIe siècle. Alors qu'il s'enfuit à travers les marécages d'Athelney près de North Petherton dans le Somerset, Alfred se réfugie chez une paysanne qui, ignorant son identité, lui confie la surveillance de gâteaux qu'elle a mis sur le feu. Préoccupé par le sort de son royaume, Alfred laisse les gâteaux brûler et se fait réprimander par la femme à son retour. Lorsqu'elle réalise à qui elle s'adresse, la paysanne se confond en excuses, mais Alfred persiste à se déclarer fautif, ce qui lui vaut l'approbation de saint Neot. La représentation d'Alfred, lors de sa retraite à Athelney, en fugitif abandonné de tous, provient de cette légende des gâteaux. En réalité, il organise déjà sa future victoire. Une autre légende le dépeint d'ailleurs sous le déguisement d'un harpiste, s'introduisant dans le camp de Guthrum pour dérober ses plans de bataille.
Dès le mois de mai, ses préparatifs achevés, il effectue sa sortie du fort d'Athelney, rejoint sur la route par d’autres troupes levées dans le Somerset, le Wiltshire et le Hampshire. Les Danois, de leur côté, sortent de Chippenham, et les deux armées se confrontent lors de la bataille d'Edington. Alfred y remporte une victoire décisive, et obtient la soumission des Danois. Le roi Guthrum et vingt-neuf de ses partisans acceptent même de recevoir le baptême. À l'issue d'une entrevue entre les deux camps, un compromis durable coupant l'Angleterre en deux est trouvé : le Sud-Ouest pour les Anglo-Saxons et le Nord-Est, baptisé Danelaw, sous la domination des Danois. Respectant l'accord (dit par les historiens traité de Wedmore, bien qu'aucun document écrit n'ait subsisté), les Danois évacuent dès l'année suivante le Wessex et l'Ouest de la Mercie.

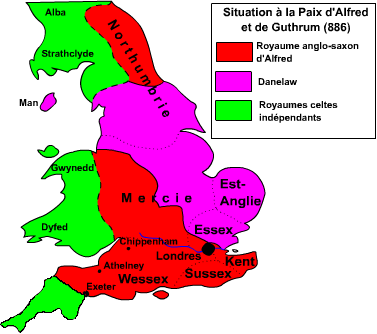
L'Angleterre en 886.

Bien que le Nord-Est de l'Angleterre, y compris Londres, reste encore sous le contrôle des Danois, l'événement marque un retournement des rapports de force. Les quelques années suivantes sont pacifiques, les Danois étant tenus occupés sur le continent européen. Un débarquement des Anglais dans le Kent, en 884 ou 885, bien qu'infructueux, pousse les Danois à la révolte. Alfred parvient à réprimer l'insurrection et s'empare de Londres en 885 ou 886. Le traité dénommé « paix d'Alfred et de Guthrum » (souvent confondu avec le traité de Wedmore) est alors signé, consacrant l'expansion territoriale des Anglais et la prise de Londres.

### La dernière campagne
Une fois de plus suivent quelques années de trêve. À l'automne 892 et 893, un dernier conflit survient. Les Danois, dont les implantations en Europe deviennent de plus en plus précaires, se replient en deux grandes vagues sur l'Angleterre : les réfugiés de la première vague, plus nombreux, s'installent à Appledore, et ceux de la deuxième vague, menés par Haesten, à Milton dans le Kent. Le fait que les nouveaux envahisseurs amènent femmes et enfants montre qu'il ne s'agit pas d'un simple raid de pillage, mais d'une tentative concertée, avec les Danois déjà sur place, de conquérir l'ensemble de l'Angleterre. Alfred, en 893 ou 894, positionne ses troupes de façon à pouvoir observer les deux populations. Tandis qu'il entame des négociations avec Haesten, les Danois d'Appledore entrent en guerre et poussent leurs forces vers le nord-ouest. Mais le fils aîné d'Alfred, Édouard (futur Édouard l'Ancien), les bat lors d'une bataille à Farnham. Subissant défaites après défaites, ils vont trouver refuge sur l'île de Thorney dans l'Hertfordshire, puis dans l'Essex, puis rejoignent les forces menées par Haesten, à Shoebury.

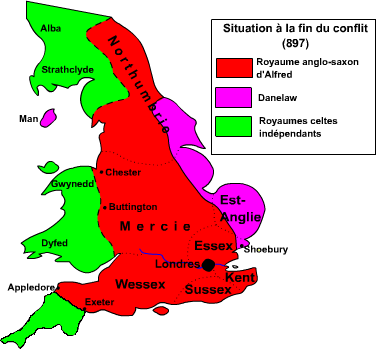
L'Angleterre en 897.

Alfred, en route vers Thorney pour apporter des renforts à son fils, apprend que d'autres Danois mettent le siège à Exeter : à l'issue d'une marche forcée vers l'ouest, il y met fin à temps. Au même moment, les troupes menées par Haesten remontent la vallée de la Tamise, peut-être avec l'idée de porter secours à leurs compatriotes. Mais ils sont interceptés par une grande armée sous commandement des ealdormen de Mercie, Wiltshire et Somerset, qui les repousse vers le nord-ouest, avant finalement de les cerner à Buttington, non loin de l'embouchure de la Wye. Les Danois tentent d'enfoncer les lignes anglaises, au prix de lourdes pertes : les rares qui parviennent à passer retournent se barricader à Shoebury. Après avoir rassemblé des renforts, ils entament une rapide traversée de l'Angleterre pour aller occuper les ruines romaines de Chester. En plein hiver, les Anglais renoncent à un siège, et se contentent de détruire tous les moyens de subsistance dans les environs. Au début de 894, la faim pousse les Danois à se retirer une fois de plus en Essex. Dès la fin de l'année, néanmoins, ils descendent la Tamise en bateau et établissent un camp fortifié à environ trente kilomètres en amont de Londres. Une attaque frontale de la part des Anglais échoue, mais plus tard dans l'année, Alfred découvre un moyen d'obstruer le fleuve afin de bloquer toute sortie aux embarcations ennemies. Réalisant qu'ils sont cernés, les Danois fuient vers le nord-ouest et passent l'hiver à Bridgnorth. L'année suivante (896 ou 897), ils renoncent à lutter. Quelques-uns se retirent en Northumbrie, d'autres dans l'Est de l'Angleterre. Ceux qui n'ont aucun lien antérieur avec l'île retournent sur le continent. La longue campagne est terminée.
L'issue du conflit témoigne de la confiance qu'inspirait la personnalité d'Alfred, son talent à commander les hommes, et prouve également l'efficacité de ses réformes militaires. Ces dernières ont consisté :
- à diviser en deux la milice nationale (le fyrd), afin que l'une puisse remplacer l'autre à intervalles fixes et que la continuité des opérations militaires soit garantie ;
- à édifier des bourgs fortifiés et établir des garnisons en plusieurs points stratégiques ;
- à imposer à tout propriétaire de cinq arpents de terres les obligations militaires d'un vassal envers son suzerain, s'assurant ainsi le soutien de combattants nombreux et bien équipés.

### Mort
Les dernières années d'Alfred sont paisibles, à en juger par la Chronique anglo-saxonne qui ne mentionne plus aucune campagne militaire après 896. Il meurt le 26 octobre 899, à l'âge de 50 ou 51 ans, après un règne de vingt-huit ans et demi. La Chronique se contente d'enregistrer cet événement sans fournir le moindre détail à ce sujet.
Alfred est d'abord enterré à l'Old Minster de Winchester. Peu de temps après, sa dépouille est transférée au New Minster, un nouveau monastère fondé en 901 à Winchester par son fils Édouard. Alfred y repose au pied du grand autel, tout comme sa femme Ealhswith, morte en 902, ainsi que son fils Édouard et son petit-fils Ælfweard, tous deux morts en 924. Les corps d'Alfred et des membres de sa famille sont déplacés en 1110, lorsque la communauté monastique du New Minster déménage dans la nouvelle abbaye de Hyde, au nord de l'enceinte de la ville. Ils y sont à nouveau inhumés au pied du grand autel.
L'abbaye de Hyde est rasée en 1539, dans le cadre de la dissolution des monastères, mais les tombes d'Alfred et de ses proches restent apparemment inviolées jusqu'à la fin du XVIIIe siècle, lorsque le terrain est racheté par les autorités locales pour la construction d'une prison. Pendant les travaux, plusieurs cercueils sont dérangés et les ossements qu'ils contiennent sont jetés. Une pierre provenant des ruines de l'abbaye et portant l'inscription « ælfred rex dccclxxxi » en lettres insulaires est récupérée par l'érudit catholique John Milner (en), qui s'insurge dans une lettre du sort réservé à ce qui devrait être pour lui un lieu de pèlerinage pour tous les Britanniques. Cette pierre, acquise par l'antiquaire Henry Howard (en), est exposée au musée municipal de Winchester. Les ossements n'ont jamais été retrouvés, mais l'emplacement des tombes a été identifié par l'archéologie.

## Aspects du règne d'Alfred

### Réorganisation du pays

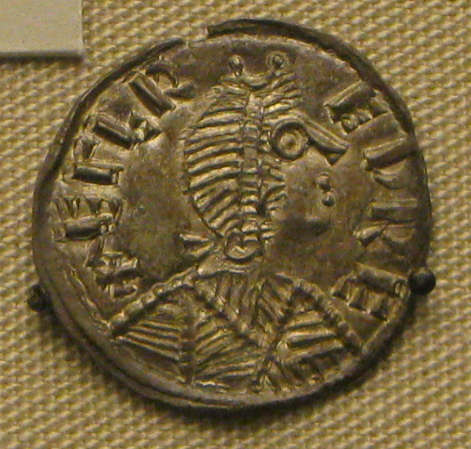
Monnaie d'argent d'Alfred.

Après sa victoire sur l'envahisseur danois, Alfred tourne son attention vers le renforcement de la marine royale, et des navires sont construits selon les plans du roi lui-même, d'un côté pour réprimer les assauts des Danois de l'Est-Anglie et de Northumbrie sur les côtes du Wessex, de l'autre pour empêcher le débarquement de nouvelles hordes. Cela ne constitue pas, comme on le prétend souvent, le début de la marine royale anglaise, puisqu'il y a des opérations navales antérieures sous le règne d'Alfred. Un combat naval est certainement mené sous Æthelwulf (en 851), et d'autres encore avant, probablement en 833 et en 840. Il s'agit bien néanmoins de la création de la première flotte de guerre permanente d'Angleterre.
La Chronique anglo-saxonne, partisane, attribue à Alfred la construction d'un nouveau type de vaisseau, plus rapide, plus durable, et aussi plus réactif que les autres ; mais ces nouveaux vaisseaux ne sont pas un grand succès, d'après les rumeurs selon lesquelles ils s'échouent pendant les combats et coulent durant les tempêtes. Cependant, la Royal Navy et l'United States Navy proclament Alfred fondateur de leurs traditions.
La force principale de combat d'Alfred est séparée en deux, « afin qu'il y eut toujours la moitié à la maison et l'autre moitié en campagne » (Chronique anglo-saxonne). Le niveau d'organisation requis pour mobiliser son importante armée en deux relais, dans lequel l'un nourrit l'autre, doit avoir été considérable. La complexité atteinte par l'administration d'Alfred en 892 est démontrée par une charte raisonnablement fiable dont la liste de témoins inclut un thesaurius, cellararius et pincerna, respectivement trésorier, gardien de nourriture et boucher. Malgré l'irritation d'Alfred en 893 quand une division, qui avait « terminé son relais », abandonne le siège d'une armée danoise alors qu'Alfred arrive pour les relever, ce système paraît avoir fonctionné relativement bien dans l'ensemble.
Une des faiblesses des défenses avant Alfred reste que, en l'absence d'une armée régulière, les forteresses sont largement laissées inoccupées, créant la possibilité pour une force viking de s'assurer rapidement une position stratégique forte. Alfred améliore significativement l'état de plusieurs forteresses du Wessex, ainsi que le démontrent des fouilles systématiques de quatre bourgs west-saxons (Wareham, Cricklade, Lydford et Wallingford) : « à chaque fois, les remparts que les archéologues ont daté de l'ère alfrédienne constituaient la première défense de l'endroit ». Les spécialistes estiment donc que de ce genre de défenses n'est pas une construction des Danois, simples occupants occasionnels. Leur démonstration s'appuie sur les copies existantes du formidable manuscrit administratif connu sous le nom de Burghal Hidage, daté moins de 20 ans après la mort d'Alfred ; il pourrait même dater du règne du roi encore vivant, puisqu'il reflète indubitablement la politique administrative du souverain. Ce témoignage atteste des positions de quatre forteresses, entre autres, qui auraient été surveillées en permanence par une garnison. En comparant les plans de ville de Wallingford et Wareham avec ceux de Winchester, on peut voir « qu'ils sont réalisés d'après un même plan ». Ces témoignages soutiennent l'idée que ces nouveaux bourgs sont considérés comme des centres d'habitation aussi bien que comme des comptoirs commerciaux et qu'ils peuvent servir de refuge en cas de menace imminente. Le code de taxation Burghal Hidage définit les obligations pour l'entretien et la défense de ces bourgs. Les populations sont ainsi attirées dans ces villes où elles sont à l'abri des Vikings, et où elles peuvent être taxées par le roi.
On attribue ainsi à Alfred une certaine réorganisation de la société, spécialement dans les régions dévastées par les raids danois. Même si Alfred n'est pas l'auteur du Burghal Hidage, il est indéniable que pour les parties de la Mercie reprises par Alfred aux Vikings, c'est alors que le système des shires (comtés), du hundreds (centième) et de la dîme est introduit. Ceci est peut-être à l'origine de la légende qui veut qu'Alfred ait inventé ce système de division administrative et de taxation.
Concernant les finances, le sujet reste obscur et la description par Asser de la manière dont Alfred tirait ses revenus n'est au mieux qu'un idéal. Cependant, le soin apporté par Alfred à la justice semble conforté autant par la légende que par les historiens et il semble donc bien mériter son surnom de « protecteur des pauvres ».
De l'action du Witenagemot, sorte de cour des pairs, au cours du règne d'Alfred, on ne connaît pas grand-chose. Les circonstances ainsi que le caractère du roi pourraient bien avoir donné plus de pouvoir à ce dernier. Les lois promulguées sous Alfred le sont probablement à la fin de son règne, lorsque la pression des Danois s'est relâchée.

### Relations internationales
Asser parle des excellentes relations qu'Alfred aurait entretenues avec des puissances étrangères, mais peu d'informations sûres nous sont parvenues. Il correspond certainement avec Élie III, le patriarche de Jérusalem, et envoie probablement une mission en Inde. L'envoi de donations au pape à Rome est assez fréquent. L'intérêt d'Alfred pour les pays étrangers est également démontré par les ajouts qu'il a faits à sa traduction d'Orose.
Dans les années 880, Ottar du Hålogaland, un navigateur originaire du nord de la Norvège séjourne à la cour d'Alfred et livre le récit de ses voyages. La version écrite du récit nous parvient en vieil anglais. Autour de 890, Wulfstan de Hedeby entreprend un voyage depuis Hedeby dans le Jutland par la mer Baltique jusqu'à Truso, ville commerçante de Prusse. Wulfstan relate ce voyage à Alfred le Grand. Il fait insérer les deux récits de ces voyageurs dans la traduction en vieil anglais des Histoires contre les Païens de Paul Orose.
Ses relations avec les princes celtes de la partie sud de l'île sont mieux connues. Assez tôt au cours de son règne, les princes gallois du Sud se soumettent à Alfred, à cause de la pression subie de la part de la Galle du Nord et de la Mercie. Plus tard, la Galle du Nord suit cet exemple, tandis que la Mercie collabore à la campagne de 893 (ou 894). Les donations d'Alfred aux monastères d'Irlande ou du continent sont notées par Asser et paraissent indiscutables. La visite de trois pèlerins « scots » (entre autres, irlandais) en 891 est sans conteste authentique. Le récit apocryphe du voyage qu'Alfred aurait accompli étant enfant en Irlande afin d'être guéri par Sainte Modwenna démontre l'intérêt porté à cette île.

### Christianisme et littérature
L'histoire de l'Église au temps d'Alfred est encore plus obscure. Les invasions danoises pèsent lourd sur elle, et les monastères sont des cibles privilégiées des attaques. Bien qu'Alfred ait fondé deux ou trois monastères et fait venir des moines étrangers, il n'y a pas alors de renaissance générale du monachisme.
Alfred lui-même apporte un éloquent témoignage sur la ruine de l'enseignement et de l'éducation apportée par les Danois et de la quasi-extinction de la connaissance du latin, y compris parmi le clergé, dans sa traduction en vieil anglais de la lettre pastorale du pape Grégoire Ier le Grand. En remède à ces maux, il établit une école de cour sur le modèle de celle de Charlemagne. Pour cela, il fait venir des savants d'Europe, comme l'abbé Grimbald ou Jean le Saxon, ainsi que le Gallois Asser. Il reprend lui-même le chemin de l'école, apprend le latin à quarante ans et réalise une série de traductions en langue saxonne pour l'instruction du clergé et du peuple, traductions qui nous sont pour la plupart parvenues. Cet effort est mené à la fin de son règne, probablement durant les quatre dernières années sur lesquelles les chroniques sont généralement silencieuses.
Si l'on excepte le Handboc ou Encheiridion qui est perdu et qui semble n'avoir été qu'une compilation de citations, la première œuvre traduite est Dialogues de Grégoire, un livre très populaire au Moyen Âge. Sa traduction est menée par un grand ami d'Alfred, Werferth, évêque de Worcester, le roi ne fournissant qu'une préface. La traduction suivante est celle du Regula pastoralis de Grégoire le Grand, spécialement destinée au clergé de paroisse. Alfred y reste très proche de l'original. Il y ajoute toutefois une préface qui est un des documents les plus intéressants de son règne où on le voit se préoccupant avec ardeur des moyens de répandre l'instruction parmi son peuple. Les deux œuvres suivantes relèvent du domaine de l'histoire : Histoires d'Orose et l'Histoire ecclésiastique du peuple anglais de Bède le Vénérable. La préférence doit être donnée à la traduction d'Orose, même si ce point a été fort débattu. Alfred en modifie tellement le texte, par de nombreux ajouts et retraits, qu'il produit pratiquement une nouvelle œuvre. Alfred le Grand fait également traduire en y participant les Sept livres contre les païens d'Orose, dont il complète, pour le Nord de l'Europe, l'approche géographique grâce à des récits de voyage de navigateurs. Pour la traduction de Bède, par contre, il reste très près du texte, aucune addition n'est faite, même si quelques passages sont négligés. Ces dernières années, la paternité de Alfred sur la traduction de Bède a été mise en doute. Mais les sceptiques n'ont pas encore réussi à étayer complètement leurs assertions.
Sa traduction la plus intéressante est celle du Consolation de la philosophie de Boèce, le manuel de philosophie le plus populaire au Moyen Âge. Alfred prend également de grandes libertés avec l'original, et bien que G. Schepss démontre que de nombreuses additions ne sont pas l'œuvre d'Alfred lui-même mais proviennent de gloses et de commentaires qu'il utilise, de nombreux passages montrent le génie d'Alfred. C'est dans cette traduction que l'on retrouve la phrase régulièrement citée : « Ma volonté était de vivre dignement toute ma vie et de laisser à ceux qui viendraient après moi le souvenir de mes bonnes réalisations ». L'œuvre nous est parvenue par deux manuscrits seulement. Dans l'un d'eux, les poèmes qui émaillent le texte sont rendus en prose, dans l'autre (les Mètres de Boèce), en vers. Malgré des grandes controverses à ce sujet, ces vers sont probablement l'œuvre d'Alfred. L'authenticité de l'ensemble de l'œuvre n'a jamais été mise en doute.
Alfred donne à sa dernière œuvre le nom de Blostman, qui vient de Blooms ou Anthologie (florilège). La première partie est basée principalement sur les Soliloques d'Augustin d'Hippone, le reste provient de nombreuses sources et contient beaucoup d'éléments caractéristiques d'Alfred. Les derniers mots peuvent être une épitaphe tout à fait convenable pour le plus noble des rois anglais : « Therefore he seems to me a very foolish man, and truly wretched, who will not increase his understanding while he is in the world, and ever wish and long to reach that endless life where all shall be made clear » (« Il m'apparaît donc comme un fou, un homme bien malheureux, celui qui ne cherche pas à comprendre le monde d'ici-bas, et qui ne désire pas atteindre cette vie éternelle où tout deviendra clair »).

## Postérité
À côté de ses œuvres propres, Alfred inspire d'autres écrits : la Chronique saxonne, presque certainement et un martyrologe saxon dont nous n'avons conservé que des fragments. Il aurait rédigé une version en prose des cinquante premiers psaumes. Cette attribution n'est pas prouvée mais est parfaitement possible. De plus, Alfred joue un rôle dans The Owl and the Nightingale (Le hibou et le rossignol) qui met en avant sa sagesse et sa connaissance des proverbes. Les Proverbes d'Alfred qui nous sont parvenus dans un manuscrit du XIIIe siècle contiennent des dictons qui tirent probablement leur inspiration en partie du roi.
Un poème satirique français de la seconde moitié du XIe siècle décrit un roi fictif inspiré par Alfred le Grand et le roi Arthur. Li Romanz des Franceis est la réponse d'André de Coutances à cette précédente satire française dirigée contre les Anglais (et sans doute aussi contre les Normands) ainsi qu'Arflet de Northumberland directement inspiré d'Alfred le Grand. Les extraits traitent Alfred de « roi des buveurs de cervoise ».
Plusieurs établissements universitaires rendent hommage à Alfred. C'est notamment le cas de l'université de Winchester, qui s'est appelée King Alfred's College de 1928 à 2005 et dont le campus principal porte toujours le nom du roi, ainsi que de l'Alfred University (en) dans l'État de New York, aux États-Unis. Il existe également une chaire de littérature anglaise King Alfred à l'université de Liverpool.

## Dans les arts
- En 1969, Alfred le Grand est le personnage principal du film épique britannique Alfred le Grand, vainqueur des Vikings de Clive Donner. Le personnage est incarné par l'acteur David Hemmings.
- L'écrivain britannique Bernard Cornwell est l'auteur d'une série de romans prenant place à l'époque d'Alfred, Les Histoires saxonnes (The Saxon Stories).
- Alfred est incarné par David Dawson dans la série télévisée britannique The Last Kingdom, adaptée des romans de Bernard Cornwell.
- Alfred est également incarné, enfant, par Conor O'Hanlon dans la quatrième saison, puis jeune adulte par Ferdia Walsh-Peelo dans la cinquième saison et dans le final de la série télévisée canado-irlandaise Vikings.
- Alfred est largement représenté dans le jeu vidéo Assassin's Creed Valhalla produit par Ubisoft se situant dans l'univers des Vikings au IXe siècle.

## Mariage et descendance

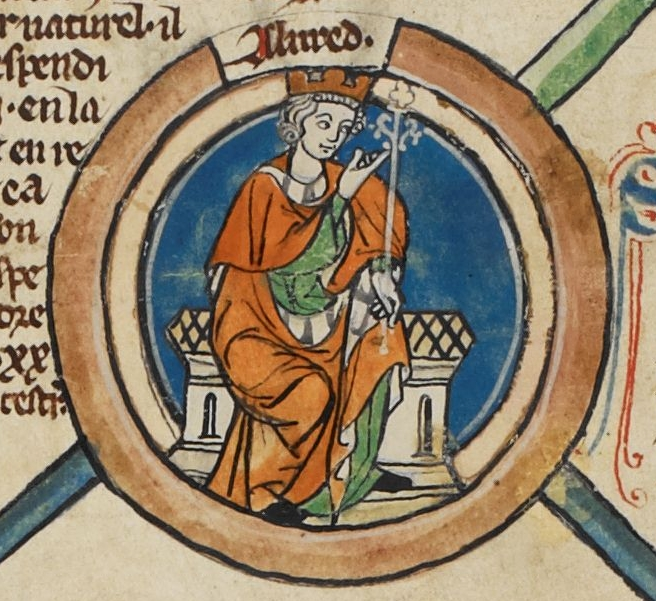
Miniature d'Alfred le Grand dans une généalogie royale du XIVe siècle (MS Royal 14 B).

Alfred se marie en 868 avec Ealhswith, fille de l'ealdorman Æthelred Mucel et d'Eadburh. Asser précise qu'Eadburh est issue de la lignée des rois de Mercie ; une charte d'Æthelwulf suggère qu'elle est la descendante du roi Cenwulf, mort en 821,. Ils ont cinq enfants, deux fils et trois filles :
- Æthelflæd (morte en 918), épouse l'ealdorman Æthelred de Mercie, dame de Mercie ;
- Édouard l'Ancien (mort en 924), roi des Anglo-Saxons ;
- Æthelgifu, abbesse de Shaftesbury ;
- Ælfthryth (morte en 929), épouse le comte Baudouin II de Flandre ;
- Æthelweard (mort en 922).

Asser mentionne également un nombre indéfini d'enfants morts jeunes. Un certain Osferth (en), qui apparaît comme bénéficiaire de son testament et qu'une charte du règne d'Édouard décrit comme le frère du roi, pourrait être un fils illégitime d'Alfred.

### Sources primaires
- Asser (trad. Alban Gautier), Histoire du roi Alfred, Paris, Les Belles Lettres, 2013 (ISBN 978-2-251-34063-0).
- (en) Simon Keynes et Michael Lapidge, Alfred the Great : Asser's Life of King Alfred and other contemporary sources, Penguin Classics, 2004, 368 p. (ISBN 978-0-14-044409-4).
- (en) Michael Swanton (trad.), The Anglo-Saxon Chronicle, Routledge, 1996 (ISBN 978-0-415-92129-9).

### Sources secondaires
- (en) Richard Abels, Alfred the Great : War, Kingship and Culture in Anglo-Saxon England, Oxford & New York, Routledge, 2013 (1re éd. 1998) (ISBN 978-0-582-04047-2).
- (en) Daniel Anlezark, Alfred the Great, Kalamazoo & Bradford, Arc Humanities Press, 2017 (ISBN 9781942401292).
- (en) John Campbell, Eric John et Patrick Wormald, The Anglo-Saxons, Penguin Books, 1991 (ISBN 978-0-14-014395-9).
- (en) Nicholas J. Higham et Martin J. Ryan, The Anglo-Saxon World, New Haven, Yale University Press, 2013 (ISBN 978-0-300-12534-4).
- (en) Stefan Jurasinski et Lisi Oliver, The Laws of Alfred : The Domboc and the Making of Anglo-Saxon Law, Cambridge, Cambridge University Press, 2021 (ISBN 9781108881708).
- (en) Simon Keynes, « The Cult of King Alfred the Great », Anglo-Saxon England, vol. 28,‎ 1999, p. 225-356 (DOI 10.1017/S0263675100002337).
- (en) D. P. Kirby, The Earliest English Kings, Londres, Routledge, 2000 (ISBN 978-0-415-24211-0).
- (en) Nicole Marafioti, « Seeking Alfred's body : royal tomb as political object in the reign of Edward the Elder », Early Medieval Europe, vol. 23, no 2,‎ 2015, p. 202-228 (DOI 10.1111/emed.12097).
- (en) David Pratt, « The Illnesses of King Alfred the Great », Anglo-Saxon England, vol. 30,‎ 2001, p. 39-90 (DOI 10.1017/S0263675101000035).
- (en) David Pratt, The Political Thought of King Alfred the Great, Cambridge, Cambridge University Press, 2009 (ISBN 9780511495595).
- (en) Lynda Pratt, « Anglo-Saxon Attitudes? : Alfred the Great and the Romantic National Epic », dans Donald Scragg et Carole Weinberg (éd.), Literary Appropriations of the Anglo-Saxons from the Thirteenth to the Twentieth Century, Cambridge, Cambridge University Press, 2000 (DOI 10.1017/CBO9780511518775.009), p. 138-156.
- (en) Timothy Reuter (éd.), Alfred the Great : Papers from the Eleventh-Centenary Conferences, Oxford & New York, Routledge, 2016 (1re éd. 2003) (ISBN 9781138248304).
- (en) Alfred P. Smyth, King Alfred the Great, Oxford, Oxford University Press, 1995 (ISBN 978-0-19-822989-6).
- (en) Patrick Wormald, « Alfred (848/9–899) », dans Oxford Dictionary of National Biography, Oxford University Press, 2004 (lire en ligne ).
- (en) Barbara Yorke, Kings and Kingdoms of Early Anglo-Saxon England, Londres, Seaby, 1990 (ISBN 978-1-85264-027-9).